# Aero Ejecutivos
 (juillet 2022).
Si vous disposez d'ouvrages ou d'articles de référence ou si vous connaissez des sites web de qualité traitant du thème abordé ici, merci de compléter l'article en donnant les références utiles à sa vérifiabilité et en les liant à la section « Notes et références ».
Aero Ejecutivos (Code AITA :  Code OACI : VEJ) était une  compagnie aérienne vénézuélienne ayant opéré des vols entre 1975 et 2018, et basée à l'aéroport Óscar Machado Zuloaga (en).

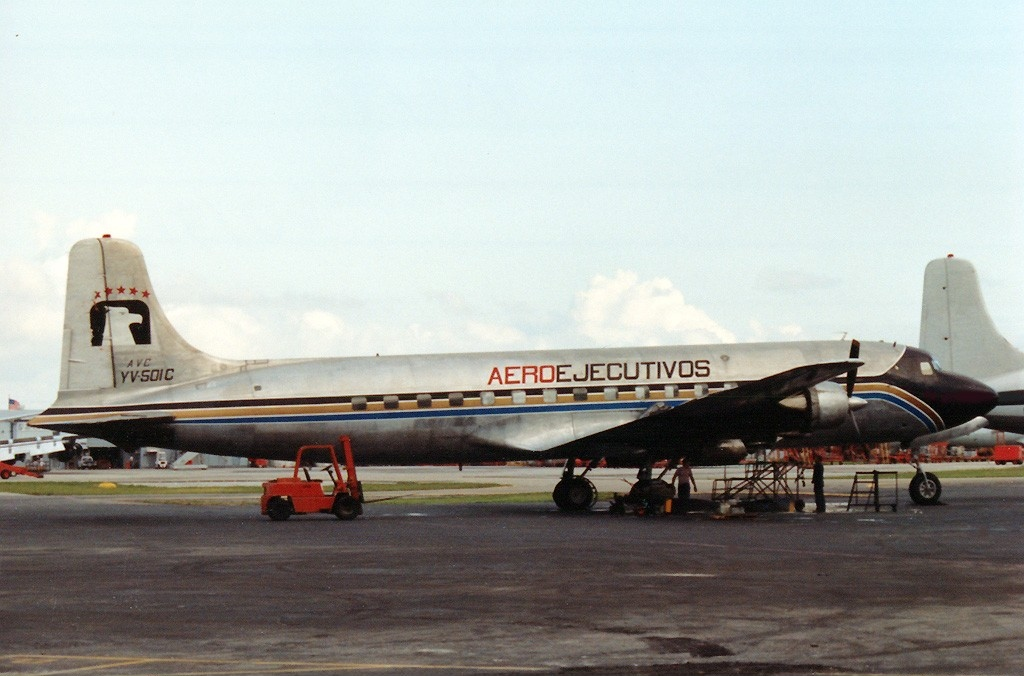
Douglas DC-6A d la compagnie en 1991

## Destinations
En 2006, la compagnie aérienne exploitait des services réguliers à:
- Canaima (aéroport Canaima)
- Centre de Caracas (aéroport  d’Óscar Machado Zuloaga)
- El Yavi (aéroport d’El Yavi)
- Los Roques (aérodrome de Los Roques)

## Flotte
Cet compagnie aérienne est l’une des rares d’Amérique du Sud et la seule au Venezuela à piloter des avions classiques lors de vols réguliers normaux:
- 1 Beechcraft Modèle 18
- 1 Convair CV-440
- 4 Douglas C-47 Skytrain
- 2 Douglas C-118A
- 4 Douglas DC-3A
- 1 Learjet 25C